# Hypena tuma
Hypena tuma är en fjärilsart som beskrevs av Swinhoe. Hypena tuma ingår i släktet Hypena och familjen nattflyn. Inga underarter finns listade i Catalogue of Life.